# CLEFIA
CLEFIA (от фр. clef «ключ») — блочный шифр с размером блока 128 битов, длиной ключа 128, 192 или 256 битов и количеством раундов 18, 22, 26 соответственно. Этот криптоалгоритм относится к «легковесным» алгоритмам и использует сеть Фейстеля как основную структурную единицу. CLEFIA был разработан корпорацией Sony и представлен в 2007 году. Авторами являются сотрудники компании Тайдзо Сираи, Кёдзи Сибутани, Тору Акисита, Сихо Мориаи, а также доцент Нагойского университета Тэцу Ивата.
Основное назначение данного шифра — использование в качестве безопасной альтернативы AES в сфере защиты авторских прав и DRM-систем, а также применение в RFID-метках и смарт-картах.
Является одним из самых эффективных криптоалгоритмов при аппаратной реализации: аппаратная реализация CLEFIA может достигать эффективности 400,96 Kbps на эквивалентную логическую ячейку шифратора, что является самым высоким показателем среди алгоритмов, включённых в стандарты ISO на 2008 год.
Алгоритм стал одним из первых шифров, применяющим технологию DSM (англ. Diffusion Switching Mechanism) для увеличения защищённости от линейного и дифференциального криптоанализа.

## Схема шифрования данных
| {\displaystyle 0x}            | Префикс для двоичной строки в шестнадцатеричной форме             |
| {\displaystyle a_{(b)}}       | {\displaystyle b} показывает длину {\displaystyle a} в битах      |
| {\displaystyle a\mid b}       | Конкатенация                                                      |
| {\displaystyle a\leftarrow b} | Обновление значения {\displaystyle a} значением {\displaystyle b} |
| {\displaystyle a\oplus b}     | Побитовое исключающее ИЛИ                                         |
| {\displaystyle a\times b}     | Умножение в {\displaystyle GF(2^{n})}                             |

Алгоритм состоит из двух составных частей: части обработки ключа и части обработки данных. Число раундов CLEFIA зависит от длины ключа и составляет соответственно 18, 22 или 26 раундов, при этом используется 36, 44 и 52 подключа.
Алгоритм использует ключевое забеливание с дополнительным подключами перед обработкой данных и после неё.

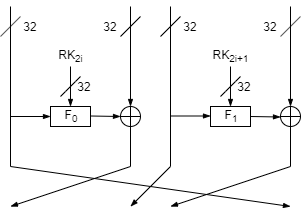
Рисунок 1. Один раунд CLEFIA

Базовым этапом шифрования данных в CLEFIA является применение обобщённой сети Фейстеля с 4 или 8 ветвями, которая используется как в части обработки данных, так и в части обработки ключа (рисунок 1). В общем случае, если обобщённая сеть Фейстеля имеет d-ветвей и r-раундов, она обозначается как {\displaystyle GFN_{d,r}}(англ. generalized Feistel network). Далее рассмотрен алгоритм работы сети Фейстеля в случае использования 4-х ветвей и блока данных в 128 бит.
В {\displaystyle GFN_{4,r}}, кроме 4-x 32-х битных входов ({\displaystyle X_{i}}) и 4-x 32-х битных выходов ({\displaystyle Y_{i}}), также используются раундовые ключи {\displaystyle RK_{i}}. Их количество составляет {\displaystyle 4r/2=2r} в связи с тем, что для каждого раунда требуется в два раза меньше ключей, чем ветвей. {\displaystyle RK_{i}} генерируются в части обработки ключа.
Каждая ячейка Фейстеля задействует также две различные {\displaystyle F}-функции: {\displaystyle F_{0},F_{1}}. {\displaystyle F}-функции относятся к SP-типу функций и используют:
- блок подстановок (S-блок, англ. s-box);
- матрицы распространения[англ.] в поле Галуа (англ. MDS matrix).

### F-функции
Две {\displaystyle F}-функции {\displaystyle F_{0}} и {\displaystyle F_{1}}, используемые в {\displaystyle GFN_{d,r}}, включают в себя нелинейные 8-битные S-блоки {\displaystyle S_{0}} и {\displaystyle S_{1}}, рассмотренные далее, и матрицы {\displaystyle M_{0}} и {\displaystyle M_{1}} размером {\displaystyle 4\times 4}. В каждой {\displaystyle F}-функции эти S-блоки используются в различном порядке, и применяется своя матрица распространения для умножения в поле Галуа. На рисунках показана содержательная часть {\displaystyle F}-функций.
{\displaystyle F}-функции определяются следующим образом:
```
Функция 

  

    

      

        

          
F

          

            
0

          

        

      

    

    
{\displaystyle F_{0}}

  

 Шаг 1. 

  

    

      

        
T

        
=

        
R

        
K

        
⊕

        
x

      

    

    
{\displaystyle T=RK\oplus x}

  

 Шаг 2. 

  

    

      

        

          
T

          

            
0

          

        

        
=

        

          
S

          

            
0

          

        

        
(

        

          
T

          

            
0

          

        

        
)

        
,

        
 

        

          
T

          

            
1

          

        

        
=

        

          
S

          

            
1

          

        

        
(

        

          
T

          

            
1

          

        

        
)

        
,

        
 

        

          
T

          

            
2

          

        

        
=

        

          
S

          

            
0

          

        

        
(

        

          
T

          

            
2

          

        

        
)

        
,

        
 

        

          
T

          

            
3

          

        

        
=

        

          
S

          

            
1

          

        

        
(

        

          
T

          

            
3

          

        

        
)

        
,

        
 

        

          

            
where

          

        

        
 

        
T

        
=

        

          
T

          

            
0

          

        

        

          
|

        

        

          
T

          

            
1

          

        

        

          
|

        

        

          
T

          

            
2

          

        

        

          
|

        

        

          
T

          

            
3

          

        

        
,

        
 

        

          
T

          

            
i

          

        

        
∈

        
{

        
0

        
,

        
1

        

          
}

          

            
8

          

        

      

    

    
{\displaystyle T_{0}=S_{0}(T_{0}),\ T_{1}=S_{1}(T_{1}),\ T_{2}=S_{0}(T_{2}),\ T_{3}=S_{1}(T_{3}),\ {\mbox{where}}\ T=T_{0}|T_{1}|T_{2}|T_{3},\ T_{i}\in \{0,1\}^{8}}

  

 Шаг 3. 

  

    

      

        

          

            
(

            

              

                

                  

                    
y

                    

                      
0

                    

                  

                

              

              

                

                  

                    
y

                    

                      
1

                    

                  

                

              

              

                

                  

                    
y

                    

                      
2

                    

                  

                

              

              

                

                  

                    
y

                    

                      
3

                    

                  

                

              

            

            
)

          

        

        
=

        

          
M

          

            
0

          

        

        

          

            
(

            

              

                

                  

                    
T

                    

                      
0

                    

                  

                

              

              

                

                  

                    
T

                    

                      
1

                    

                  

                

              

              

                

                  

                    
T

                    

                      
2

                    

                  

                

              

              

                

                  

                    
T

                    

                      
3

                    

                  

                

              

            

            
)

          

        

        
,

        
 

        

          

            
where

          

        

        
 

        
y

        
=

        

          
y

          

            
0

          

        

        

          
|

        

        

          
y

          

            
1

          

        

        

          
|

        

        

          
y

          

            
2

          

        

        

          
|

        

        

          
y

          

            
3

          

        

        
,

        
 

        

          
y

          

            
i

          

        

        
∈

        
{

        
0

        
,

        
1

        

          
}

          

            
8

          

        

      

    

    
{\displaystyle {\begin{pmatrix}y_{0}\\y_{1}\\y_{2}\\y_{3}\end{pmatrix}}=M_{0}{\begin{pmatrix}T_{0}\\T_{1}\\T_{2}\\T_{3}\end{pmatrix}},\ {\mbox{where}}\ y=y_{0}|y_{1}|y_{2}|y_{3},\ y_{i}\in \{0,1\}^{8}}

  

```

```
Функция 

  

    

      

        

          
F

          

            
1

          

        

      

    

    
{\displaystyle F_{1}}

  

 Шаг 1. 

  

    

      

        
T

        
=

        
R

        
K

        
⊕

        
x

      

    

    
{\displaystyle T=RK\oplus x}

  

 Шаг 2. 

  

    

      

        

          
T

          

            
0

          

        

        
=

        

          
S

          

            
1

          

        

        
(

        

          
T

          

            
0

          

        

        
)

        
,

        
 

        

          
T

          

            
1

          

        

        
=

        

          
S

          

            
0

          

        

        
(

        

          
T

          

            
1

          

        

        
)

        
,

        
 

        

          
T

          

            
2

          

        

        
=

        

          
S

          

            
1

          

        

        
(

        

          
T

          

            
2

          

        

        
)

        
,

        
 

        

          
T

          

            
3

          

        

        
=

        

          
S

          

            
0

          

        

        
(

        

          
T

          

            
3

          

        

        
)

        
,

        
 

        

          

            
where

          

        

        
 

        
T

        
=

        

          
T

          

            
0

          

        

        

          
|

        

        

          
T

          

            
1

          

        

        

          
|

        

        

          
T

          

            
2

          

        

        

          
|

        

        

          
T

          

            
3

          

        

        
,

        
 

        

          
T

          

            
i

          

        

        
∈

        
{

        
0

        
,

        
1

        

          
}

          

            
8

          

        

      

    

    
{\displaystyle T_{0}=S_{1}(T_{0}),\ T_{1}=S_{0}(T_{1}),\ T_{2}=S_{1}(T_{2}),\ T_{3}=S_{0}(T_{3}),\ {\mbox{where}}\ T=T_{0}|T_{1}|T_{2}|T_{3},\ T_{i}\in \{0,1\}^{8}}

  

 Шаг 3. 

  

    

      

        

          

            
(

            

              

                

                  

                    
y

                    

                      
0

                    

                  

                

              

              

                

                  

                    
y

                    

                      
1

                    

                  

                

              

              

                

                  

                    
y

                    

                      
2

                    

                  

                

              

              

                

                  

                    
y

                    

                      
3

                    

                  

                

              

            

            
)

          

        

        
=

        

          
M

          

            
1

          

        

        

          

            
(

            

              

                

                  

                    
T

                    

                      
0

                    

                  

                

              

              

                

                  

                    
T

                    

                      
1

                    

                  

                

              

              

                

                  

                    
T

                    

                      
2

                    

                  

                

              

              

                

                  

                    
T

                    

                      
3

                    

                  

                

              

            

            
)

          

        

        
,

        
 

        

          

            
where

          

        

        
 

        
y

        
=

        

          
y

          

            
0

          

        

        

          
|

        

        

          
y

          

            
1

          

        

        

          
|

        

        

          
y

          

            
2

          

        

        

          
|

        

        

          
y

          

            
3

          

        

        
,

        
 

        

          
y

          

            
i

          

        

        
∈

        
{

        
0

        
,

        
1

        

          
}

          

            
8

          

        

      

    

    
{\displaystyle {\begin{pmatrix}y_{0}\\y_{1}\\y_{2}\\y_{3}\end{pmatrix}}=M_{1}{\begin{pmatrix}T_{0}\\T_{1}\\T_{2}\\T_{3}\end{pmatrix}},\ {\mbox{where}}\ y=y_{0}|y_{1}|y_{2}|y_{3},\ y_{i}\in \{0,1\}^{8}}

  

```

### S-блоки
В CLEFIA используется два разных типа S-блоков, размером по 8 бит каждый. Они сгенерированы так, чтобы минимализировать занимаемую ими площадь при аппаратной реализации. Первый ({\displaystyle S_{0}}) состоит из 4-битных случайных S-блоков. Во втором ({\displaystyle S_{1}}) используется обратная функции над полем {\displaystyle GF(2^{8})}. В таблицах ниже представлены выходные значения в шестнадцатеричной системе счисления для S-блоков. Старшие 4-бита для 8-битного ввода S-блока обозначают строку, а младшие 4-бита обозначают столбец. Например, если введено значение {\displaystyle 0x32}, то блок {\displaystyle S_{0}} выводит {\displaystyle 0x2e}.

#### Первый S-блок
{\displaystyle S_{0}} создан с помощью применения четырёх 4-битных S-блоков {\displaystyle SS_{0},SS_{1},SS_{2},SS_{3}} следующим образом:
```
Алгоритм получения выходных данных при использования блока 

  

    

      

        

          
S

          

            
0

          

        

      

    

    
{\displaystyle S_{0}}

  

 Шаг 1. 

  

    

      

        

          
t

          

            
0

          

        

        
=

        
S

        

          
S

          

            
0

          

        

        
(

        

          
x

          

            
0

          

        

        
)

        
,

        
 

        
t

        
1

        
=

        
S

        

          
S

          

            
1

          

        

        
(

        

          
x

          

            
1

          

        

        
)

        
,

        
 

        

          

            
where 

          

        

        
x

        
=

        

          
x

          

            
0

          

        

        

          
|

        

        

          
x

          

            
1

          

        

        
,

        
 

        

          
x

          

            
i

          

        

        
∈

        
{

        
0

        
,

        
1

        

          
}

          

            
4

          

        

      

    

    
{\displaystyle t_{0}=SS_{0}(x_{0}),\ t1=SS_{1}(x_{1}),\ {\mbox{where }}x=x_{0}|x_{1},\ x_{i}\in \{0,1\}^{4}}

  

 Шаг 2. 

  

    

      

        

          
u

          

            
0

          

        

        
=

        

          
t

          

            
0

          

        

        
⊕

        
0

        
x

        
2

        
×

        

          
t

          

            
1

          

        

        
,

        
 

        

          
u

          

            
1

          

        

        
=

        
0

        
x

        
2

        
×

        

          
t

          

            
0

          

        

        
⊕

        

          
t

          

            
1

          

        

      

    

    
{\displaystyle u_{0}=t_{0}\oplus 0x2\times t_{1},\ u_{1}=0x2\times t_{0}\oplus t_{1}}

  

 Шаг 3. 

  

    

      

        

          
y

          

            
0

          

        

        
=

        
S

        

          
S

          

            
2

          

        

        
(

        

          
u

          

            
0

          

        

        
)

        
,

        
 

        

          
y

          

            
1

          

        

        
=

        
S

        

          
S

          

            
3

          

        

        
(

        

          
u

          

            
1

          

        

        
)

        
,

        
 

        

          

            
where 

          

        

        
y

        
=

        

          
y

          

            
0

          

        

        

          
|

        

        

          
y

          

            
1

          

        

        
,

        
 

        

          
y

          

            
i

          

        

        
∈

        
{

        
0

        
,

        
1

        

          
}

          

            
4

          

        

      

    

    
{\displaystyle y_{0}=SS_{2}(u_{0}),\ y_{1}=SS_{3}(u_{1}),\ {\mbox{where }}y=y_{0}|y_{1},\ y_{i}\in \{0,1\}^{4}}

  

```

Умножение в {\displaystyle 0x2\times t_{i}} выполняется в {\displaystyle GF(2^{4})} над многочленами, которое определяется неприводимым полиномом {\displaystyle z^{4}+z+1}.
В таблице можно найти соответствующий полученный S-box {\displaystyle S_{0}}.
|    | .0 | .1 | .2 | .3 | .4 | .5 | .6 | .7 | .8 | .9 | .a | .b | .c | .d | .e | .f |
| -- | -- | -- | -- | -- | -- | -- | -- | -- | -- | -- | -- | -- | -- | -- | -- | -- |
| 0. | 57 | 49 | d1 | c6 | 2f | 33 | 74 | fb | 95 | 6d | 82 | ea | 0e | b0 | a8 | 1c |
| 1. | 28 | d0 | 4b | 92 | 5c | ee | 85 | b1 | c4 | 0a | 76 | 3d | 63 | f9 | 17 | af |
| 2. | bf | a1 | 19 | 65 | f7 | 7a | 32 | 20 | 06 | ce | e4 | 83 | 9d | 5b | 4c | d8 |
| 3. | 42 | 5d | 2e | e8 | d4 | 9b | 0f | 13 | 3c | 89 | 67 | c0 | 71 | aa | b6 | f5 |
| 4. | a4 | be | fd | 8c | 12 | 00 | 97 | da | 78 | e1 | cf | 6b | 39 | 43 | 55 | 26 |
| 5. | 30 | 98 | cc | dd | eb | 54 | b3 | 8f | 4e | 16 | fa | 22 | a5 | 77 | 09 | 61 |
| 6. | d6 | 2a | 53 | 37 | 45 | c1 | 6c | ae | ef | 70 | 08 | 99 | 8b | 1d | f2 | b4 |
| 7. | e9 | c7 | 9f | 4a | 31 | 25 | fe | 7c | d3 | a2 | bd | 56 | 14 | 88 | 60 | 0b |
| 8. | cd | e2 | 34 | 50 | 9e | dc | 11 | 05 | 2b | b7 | a9 | 48 | ff | 66 | 8a | 73 |
| 9. | 03 | 75 | 86 | f1 | 6a | a7 | 40 | c2 | b9 | 2c | db | 1f | 58 | 94 | 3e | ed |
| a. | fc | 1b | a0 | 04 | b8 | 8d | e6 | 59 | 62 | 93 | 35 | 7e | ca | 21 | df | 47 |
| b. | 15 | f3 | ba | 7f | a6 | 69 | c8 | 4d | 87 | 3b | 9c | 01 | e0 | de | 24 | 52 |
| c. | 7b | 0c | 68 | 1e | 80 | b2 | 5a | e7 | ad | d5 | 23 | f4 | 46 | 3f | 91 | c9 |
| d. | 6e | 84 | 72 | bb | 0d | 18 | d9 | 96 | f0 | 5f | 41 | ac | 27 | c5 | e3 | 3a |
| e. | 81 | 6f | 07 | a3 | 79 | f6 | 2d | 38 | 1a | 44 | 5e | b5 | d2 | ec | cb | 90 |
| f. | 9a | 36 | e5 | 29 | c3 | 4f | ab | 64 | 51 | f8 | 10 | d7 | bc | 02 | 7d | 8e |

| {\displaystyle x}         | 0 | 1 | 2 | 3 | 4 | 5 | 6 | 7 | 8 | 9 | a | b | c | d | e | f |
| ------------------------- | - | - | - | - | - | - | - | - | - | - | - | - | - | - | - | - |
| {\displaystyle SS_{0}(x)} | e | 6 | c | a | 8 | 7 | 2 | f | b | 1 | 4 | 0 | 5 | 9 | d | 3 |
| {\displaystyle SS_{1}(x)} | 6 | 4 | 0 | d | 2 | b | a | 3 | 9 | c | e | f | 8 | 7 | 5 | 1 |
| {\displaystyle SS_{2}(x)} | b | 8 | 5 | e | a | 6 | 4 | c | f | 7 | 2 | 3 | 1 | 0 | d | 9 |
| {\displaystyle SS_{3}(x)} | a | 2 | 6 | d | 3 | 4 | 5 | e | 0 | 7 | 8 | 9 | b | f | c | 1 |

#### Второй S-блок
Блок {\displaystyle S_{1}} определяется как:
При этом обратная функция находится в поле {\displaystyle GF(2^{8})}, которое задано неприводимым полиномом {\displaystyle z^{8}+z^{4}+z^{3}+z^{2}+1}. {\displaystyle f(\cdot ){\mbox{ и }}g(\cdot )} — аффинные преобразования над {\displaystyle GF(2)}, определённые следующим образом:
| {\displaystyle f:{\begin{cases}\{0,1\}^{8}\rightarrow \{0,1\}^{8}\\x_{(8)}\rightarrow y_{(8)}\end{cases}}} {\displaystyle {\begin{pmatrix}y_{0}\\y_{1}\\y_{2}\\y_{3}\\y_{4}\\y_{5}\\y_{6}\\y_{7}\end{pmatrix}}={\begin{pmatrix}0&0&0&1&1&0&0&0\\0&1&0&1&0&0&0&1\\0&0&0&0&0&0&0&1\\0&0&0&0&0&1&1&0\\0&1&1&0&0&1&0&1\\0&1&0&1&1&1&0&0\\0&1&1&0&0&0&0&0\\1&0&0&0&0&0&0&1\end{pmatrix}}{\begin{pmatrix}x_{0}\\x_{1}\\x_{2}\\x_{3}\\x_{4}\\x_{5}\\x_{6}\\x_{7}\end{pmatrix}}+{\begin{pmatrix}0\\0\\0\\1\\1\\1\\1\\0\end{pmatrix}}} | {\displaystyle g:{\begin{cases}\{0,1\}^{8}\rightarrow \{0,1\}^{8}\\x_{(8)}\rightarrow y_{(8)}\end{cases}}} {\displaystyle {\begin{pmatrix}y_{0}\\y_{1}\\y_{2}\\y_{3}\\y_{4}\\y_{5}\\y_{6}\\y_{7}\end{pmatrix}}={\begin{pmatrix}0&0&0&0&1&0&1&0\\0&1&0&0&0&0&0&1\\0&1&0&1&1&0&0&0\\0&0&1&0&0&0&0&0\\0&0&1&1&0&0&0&0\\0&0&0&0&0&0&1&0\\1&0&0&1&0&0&0&0\\0&1&0&0&0&1&0&0\end{pmatrix}}{\begin{pmatrix}x_{0}\\x_{1}\\x_{2}\\x_{3}\\x_{4}\\x_{5}\\x_{6}\\x_{7}\end{pmatrix}}+{\begin{pmatrix}0\\1\\1\\0\\1\\0\\0\\1\end{pmatrix}}} |

Здесь используется, что {\displaystyle x=x_{0}|x_{1}|x_{2}|x_{3}|x_{4}|x_{5}|x_{6}|x_{7}} и {\displaystyle y=y_{0}|y_{1}|y_{2}|y_{3}|y_{4}|y_{5}|y_{6}|y_{7},\ x_{i},\ y_{i}\in \{0,1\}}. Таким образом получается блок {\displaystyle S_{1}}.
|    | .0 | .1 | .2 | .3 | .4 | .5 | .6 | .7 | .8 | .9 | .a | .b | .c | .d | .e | .f |
| -- | -- | -- | -- | -- | -- | -- | -- | -- | -- | -- | -- | -- | -- | -- | -- | -- |
| 0. | 6c | da | c3 | e9 | 4e | 9d | 0a | 3d | b8 | 36 | b4 | 38 | 13 | 34 | 0c | d9 |
| 1. | bf | 74 | 94 | 8f | b7 | 9c | e5 | dc | 9e | 07 | 49 | 4f | 98 | 2c | b0 | 93 |
| 2. | 12 | eb | cd | b3 | 92 | e7 | 41 | 60 | e3 | 21 | 27 | 3b | e6 | 19 | d2 | 0e |
| 3. | 91 | 11 | c7 | 3f | 2a | 8e | a1 | bc | 2b | c8 | c5 | 0f | 5b | f3 | 87 | 8b |
| 4. | fb | f5 | de | 20 | c6 | a7 | 84 | ce | d8 | 65 | 51 | c9 | a4 | ef | 43 | 53 |
| 5. | 25 | 5d | 9b | 31 | e8 | 3e | 0d | d7 | 80 | ff | 69 | 8a | ba | 0b | 73 | 5c |
| 6. | 6e | 54 | 15 | 62 | f6 | 35 | 30 | 52 | a3 | 16 | d3 | 28 | 32 | fa | aa | 5e |
| 7. | cf | ea | ed | 78 | 33 | 58 | 09 | 7b | 63 | c0 | c1 | 46 | 1e | df | a9 | 99 |
| 8. | 55 | 04 | c4 | 86 | 39 | 77 | 82 | ec | 40 | 18 | 90 | 97 | 59 | dd | 83 | 1f |
| 9. | 9a | 37 | 06 | 24 | 64 | 7c | a5 | 56 | 48 | 08 | 85 | d0 | 61 | 26 | ca | 6f |
| a. | 7e | 6a | b6 | 71 | a0 | 70 | 05 | d1 | 45 | 8c | 23 | 1c | f0 | ee | 89 | ad |
| b. | 7a | 4b | c2 | 2f | db | 5a | 4d | 76 | 67 | 17 | 2d | f4 | cb | b1 | 4a | a8 |
| c. | b5 | 22 | 47 | 3a | d5 | 10 | 4c | 72 | cc | 00 | f9 | e0 | fd | e2 | fe | ae |
| d. | f8 | 5f | ab | f1 | 1b | 42 | 81 | d6 | be | 44 | 29 | a6 | 57 | b9 | af | f2 |
| e. | d4 | 75 | 66 | bb | 68 | 9f | 50 | 02 | 01 | 3c | 7f | 8d | 1a | 88 | bd | ac |
| f. | f7 | e4 | 79 | 96 | a2 | fc | 6d | b2 | 6b | 03 | e1 | 2e | 7d | 14 | 95 | 1d |

### Матрицы распространения
Матрицы распространения заданы следующим образом:
| {\displaystyle M_{0}:{\begin{pmatrix}0x01&0x02&0x04&0x06\\0x02&0x01&0x06&0x04\\0x04&0x06&0x01&0x02\\0x06&0x04&0x02&0x01\end{pmatrix}}} | {\displaystyle M_{1}:{\begin{pmatrix}0x01&0x08&0x02&0x0a\\0x08&0x01&0x0a&0x02\\0x02&0x0a&0x01&0x08\\0x0a&0x02&0x08&0x01\end{pmatrix}}} |

Умножения матрицы и векторов выполняются в поле {\displaystyle GF(2^{8})}, определённое неприводимым полиномом {\displaystyle z^{8}+z^{4}+z^{3}+z^{2}+1}.

### Общая структура шифрования
Таким образом, на основе обобщённой сети Фейстеля (4 входа для блока данных; 2r входа для раундовых ключей; 4 выхода для шифротекста):
{\displaystyle GFN_{4,r}:{\begin{cases}\{\{0,1\}^{32}\}^{2r}\times \{\{0,1\}^{32}\}^{2r}\rightarrow \{\{0,1\}^{32}\}^{4}\\(RK_{0(32)},...,RK_{2r-1(32)},X_{0(32)},X_{1(32)},X_{2(32)},X_{3(32)})\rightarrow (Y_{0(32)},Y_{1(32)},Y_{2(32)},Y_{3(32)})\end{cases}}}
Алгоритм шифрования и расшифрования данных:
```
Шифрование (

  

    

      

        
G

        
F

        

          
N

          

            
4

            
,

            
r

          

        

      

    

    
{\displaystyle GFN_{4,r}}

  

)
 Шаг 1. 

  

    

      

        

          
T

          

            
0

          

        

        
=

        

          
X

          

            
0

          

        

        
,

        
 

        

          
T

          

            
1

          

        

        
=

        

          
X

          

            
1

          

        

        
,

        
 

        

          
T

          

            
2

          

        

        
=

        

          
X

          

            
2

          

        

        
,

        
 

        

          
T

          

            
3

          

        

        
=

        

          
X

          

            
3

          

        

      

    

    
{\displaystyle T_{0}=X_{0},\ T_{1}=X_{1},\ T_{2}=X_{2},\ T_{3}=X_{3}}

  

 Шаг 2. 

  

    

      

        

          

            
for 

          

        

        
i

        
=

        
0

        

          

            
 to 

          

        

        
r

        
−

        
1

        

          

            
 do:

          

        

      

    

    
{\displaystyle {\mbox{for }}i=0{\mbox{ to }}r-1{\mbox{ do:}}}

  

   Шаг 2.1. 

  

    

      

        

          
T

          

            
1

          

        

        
=

        

          
T

          

            
1

          

        

        
⊕

        

          
F

          

            
0

          

        

        
(

        
R

        

          
K

          

            
2

            
i

          

        

        
,

        

          
T

          

            
0

          

        

        
)

        
,

      

    

    
{\displaystyle T_{1}=T_{1}\oplus F_{0}(RK_{2i},T_{0}),}

  

   Шаг 2.2. 

  

    

      

        

          
T

          

            
3

          

        

        
=

        

          
T

          

            
3

          

        

        
⊕

        

          
F

          

            
1

          

        

        
(

        
R

        

          
K

          

            
2

            
i

            
+

            
1

          

        

        
,

        

          
T

          

            
2

          

        

        
)

        
,

      

    

    
{\displaystyle T_{3}=T_{3}\oplus F_{1}(RK_{2i+1},T_{2}),}

  

 Шаг 3. 

  

    

      

        

          
Y

          

            
0

          

        

        
=

        

          
T

          

            
3

          

        

        
,

        
 

        

          
Y

          

            
1

          

        

        
=

        

          
T

          

            
0

          

        

        
,

        
 

        

          
Y

          

            
2

          

        

        
=

        

          
T

          

            
1

          

        

        
,

        
 

        

          
Y

          

            
3

          

        

        
=

        

          
T

          

            
2

          

        

      

    

    
{\displaystyle Y_{0}=T_{3},\ Y_{1}=T_{0},\ Y_{2}=T_{1},\ Y_{3}=T_{2}}

  

```

```
Расшифрование (

  

    

      

        
G

        
F

        

          
N

          

            
4

            
,

            
r

          

          

            
−

            
1

          

        

      

    

    
{\displaystyle GFN_{4,r}^{-1}}

  

)
 Шаг 1. 

  

    

      

        

          
T

          

            
0

          

        

        
=

        

          
X

          

            
0

          

        

        
,

        
 

        

          
T

          

            
1

          

        

        
=

        

          
X

          

            
1

          

        

        
,

        
 

        

          
T

          

            
2

          

        

        
=

        

          
X

          

            
2

          

        

        
,

        
 

        

          
T

          

            
3

          

        

        
=

        

          
X

          

            
3

          

        

      

    

    
{\displaystyle T_{0}=X_{0},\ T_{1}=X_{1},\ T_{2}=X_{2},\ T_{3}=X_{3}}

  

 Шаг 2. 

  

    

      

        

          

            
for 

          

        

        
i

        
=

        
0

        

          

            
 to 

          

        

        
r

        
−

        
1

        

          

            
 do:

          

        

      

    

    
{\displaystyle {\mbox{for }}i=0{\mbox{ to }}r-1{\mbox{ do:}}}

  

   Шаг 2.1. 

  

    

      

        

          
T

          

            
1

          

        

        
=

        

          
T

          

            
1

          

        

        
⊕

        

          
F

          

            
0

          

        

        
(

        
R

        

          
K

          

            
2

            
(

            
r

            
−

            
i

            
)

            
−

            
2

          

        

        
,

        

          
T

          

            
0

          

        

        
)

        
,

      

    

    
{\displaystyle T_{1}=T_{1}\oplus F_{0}(RK_{2(r-i)-2},T_{0}),}

  

   Шаг 2.2. 

  

    

      

        

          
T

          

            
3

          

        

        
=

        

          
T

          

            
3

          

        

        
⊕

        

          
F

          

            
1

          

        

        
(

        
R

        

          
K

          

            
2

            
(

            
r

            
−

            
i

            
)

            
−

            
1

          

        

        
,

        

          
T

          

            
2

          

        

        
)

        
,

      

    

    
{\displaystyle T_{3}=T_{3}\oplus F_{1}(RK_{2(r-i)-1},T_{2}),}

  

 Шаг 3. 

  

    

      

        

          
Y

          

            
0

          

        

        
=

        

          
T

          

            
1

          

        

        
,

        
 

        

          
Y

          

            
1

          

        

        
=

        

          
T

          

            
2

          

        

        
,

        
 

        

          
Y

          

            
2

          

        

        
=

        

          
T

          

            
3

          

        

        
,

        
 

        

          
Y

          

            
3

          

        

        
=

        

          
T

          

            
0

          

        

      

    

    
{\displaystyle Y_{0}=T_{1},\ Y_{1}=T_{2},\ Y_{2}=T_{3},\ Y_{3}=T_{0}}

  

```

Число раундов {\displaystyle r} составляет 18, 22 и 26 для 128-битных, 192-битных и 256-битных ключей соответственно. Общее количество {\displaystyle RK_{i}} зависит от длины ключа, поэтому часть обработки данных требует 36, 44 и 52 раундовых ключей для 128-битных, 192-битных и 256-битных ключей соответственно.
Результат от {\displaystyle GFN_{4,r}} также подвергается ключевому забеливанию.

### Использование ключевого забеливания

Рисунок 4. Схема шифрования данных

В часть обработки данных CLEFIA, состоящую из {\displaystyle ENC_{r}} для шифрования и {\displaystyle DEC_{r}} для расшифрования, входят процедуры исключающее «или» между текстом и отбеливающими ключами в начале и в конце алгоритма.
Таким образом, пусть {\displaystyle P,C\in \{0,1\}^{128}} — открытый текст и зашифрованный текст, и пусть {\displaystyle P_{i},C_{i}\in \{0,1\}^{32}\ (0\leq i<4)} — части открытого текста и зашифрованного текста, где {\displaystyle P=P_{0}|P_{1}|P_{2}|P_{3}} и {\displaystyle C=C_{0}|C_{1}|C_{2}|C_{3}}, и пусть {\displaystyle WK_{0},WK_{1},WK_{2},WK_{3}\in \{0,1\}^{32}} — отбеливающие ключи, а {\displaystyle RK_{i}\in \{0,1\}^{32}\ (0\leq i<2r)} — раундовые ключи, предоставляемые частью обработки ключа. Тогда алгоритм шифрования с использованием ключевого забеливания:
```
Функция шифрования 

  

    

      

        
E

        
N

        

          
C

          

            
r

          

        

      

    

    
{\displaystyle ENC_{r}}

  

 Шаг 1. 

  

    

      

        

          
T

          

            
0

          

        

        
=

        

          
P

          

            
0

          

        

        
,

        
 

        

          
T

          

            
1

          

        

        
=

        

          
P

          

            
1

          

        

        
⊕

        
W

        

          
K

          

            
0

          

        

        
,

        
 

        

          
T

          

            
2

          

        

        
=

        

          
P

          

            
2

          

        

        
,

        
 

        

          
T

          

            
3

          

        

        
=

        

          
P

          

            
3

          

        

        
⊕

        
W

        

          
K

          

            
1

          

        

      

    

    
{\displaystyle T_{0}=P_{0},\ T_{1}=P_{1}\oplus WK_{0},\ T_{2}=P_{2},\ T_{3}=P_{3}\oplus WK_{1}}

  

 Шаг 2. 

  

    

      

        

          
T

          

            
0

          

        

        
,

        

          
T

          

            
1

          

        

        
,

        

          
T

          

            
2

          

        

        
,

        

          
T

          

            
3

          

        

        
←

        
G

        
F

        

          
N

          

            
4

            
,

            
r

          

        

        
(

        
R

        

          
K

          

            
0

          

        

        
,

        
.

        
.

        
.

        
,

        
R

        

          
K

          

            
2

            
r

            
−

            
1

          

        

        
,

        

          
T

          

            
0

          

        

        
,

        

          
T

          

            
1

          

        

        
,

        

          
T

          

            
2

          

        

        
,

        

          
T

          

            
3

          

        

        
)

      

    

    
{\displaystyle T_{0},T_{1},T_{2},T_{3}\leftarrow GFN_{4,r}(RK_{0},...,RK_{2r-1},T_{0},T_{1},T_{2},T_{3})}

  

 Шаг 3. 

  

    

      

        

          
C

          

            
0

          

        

        
=

        

          
T

          

            
0

          

        

        
,

        
 

        

          
C

          

            
1

          

        

        
=

        

          
T

          

            
1

          

        

        
⊕

        
W

        

          
K

          

            
2

          

        

        
,

        
 

        

          
C

          

            
2

          

        

        
=

        

          
T

          

            
2

          

        

        
,

        
 

        

          
C

          

            
3

          

        

        
=

        

          
T

          

            
3

          

        

        
⊕

        
W

        

          
K

          

            
3

          

        

      

    

    
{\displaystyle C_{0}=T_{0},\ C_{1}=T_{1}\oplus WK_{2},\ C_{2}=T_{2},\ C_{3}=T_{3}\oplus WK_{3}}

  

```

```
Функция расшифрования 

  

    

      

        
D

        
E

        

          
C

          

            
r

          

        

      

    

    
{\displaystyle DEC_{r}}

  

 Шаг 1. 

  

    

      

        

          
T

          

            
0

          

        

        
=

        

          
C

          

            
0

          

        

        
,

        
 

        

          
T

          

            
1

          

        

        
=

        

          
C

          

            
1

          

        

        
⊕

        
W

        

          
K

          

            
2

          

        

        
,

        
 

        

          
T

          

            
2

          

        

        
=

        

          
C

          

            
2

          

        

        
,

        
 

        

          
T

          

            
3

          

        

        
=

        

          
C

          

            
3

          

        

        
⊕

        
W

        

          
K

          

            
3

          

        

      

    

    
{\displaystyle T_{0}=C_{0},\ T_{1}=C_{1}\oplus WK_{2},\ T_{2}=C_{2},\ T_{3}=C_{3}\oplus WK_{3}}

  

 Шаг 2. 

  

    

      

        

          
T

          

            
0

          

        

        
,

        

          
T

          

            
1

          

        

        
,

        

          
T

          

            
2

          

        

        
,

        

          
T

          

            
3

          

        

        
←

        
G

        
F

        

          
N

          

            
4

            
,

            
r

          

          

            
−

            
1

          

        

        
(

        
R

        

          
K

          

            
0

          

        

        
,

        
.

        
.

        
.

        
,

        
R

        

          
K

          

            
2

            
r

            
−

            
1

          

        

        
,

        

          
T

          

            
0

          

        

        
,

        

          
T

          

            
1

          

        

        
,

        

          
T

          

            
2

          

        

        
,

        

          
T

          

            
3

          

        

        
)

      

    

    
{\displaystyle T_{0},T_{1},T_{2},T_{3}\leftarrow GFN_{4,r}^{-1}(RK_{0},...,RK_{2r-1},T_{0},T_{1},T_{2},T_{3})}

  

 Шаг 3. 

  

    

      

        

          
P

          

            
0

          

        

        
=

        

          
T

          

            
0

          

        

        
,

        
 

        

          
P

          

            
1

          

        

        
=

        

          
T

          

            
1

          

        

        
⊕

        
W

        

          
K

          

            
0

          

        

        
,

        
 

        

          
P

          

            
2

          

        

        
=

        

          
T

          

            
2

          

        

        
,

        
 

        

          
P

          

            
3

          

        

        
=

        

          
T

          

            
3

          

        

        
⊕

        
W

        

          
K

          

            
1

          

        

      

    

    
{\displaystyle P_{0}=T_{0},\ P_{1}=T_{1}\oplus WK_{0},\ P_{2}=T_{2},\ P_{3}=T_{3}\oplus WK_{1}}

  

```

## Алгоритм обработки ключа
Часть обработки ключей в шифре CLEFIA поддерживает 128, 192 и 256-битные ключи и в результате выдаёт отбеливающие ключи {\displaystyle WK_{i}(0\leq i<4)} и раундовые ключи {\displaystyle RK_{j}(0\leq j<2r)} для части обработки данных.
Пусть {\displaystyle K} будет ключом, а {\displaystyle L} — промежуточным ключом (получается с помощью сокращённой части обработки данных), тогда часть обработки ключа состоит в трёх этапах:
1. Генерация {\displaystyle L} из {\displaystyle K}.
2. Генерация {\displaystyle WK_{i}} из {\displaystyle K}.
3. Генерация {\displaystyle RK_{j}} из {\displaystyle K} и {\displaystyle L}.

Чтобы сгенерировать {\displaystyle L} из {\displaystyle K}, часть обработки ключа для 128-битного ключа использует 128-битную {\displaystyle GFN_{4,12}}(4 входа по 32 бита), в то время как для 192/256-битных ключей используется 256-битная {\displaystyle GFN_{8,10}}(8 входов по 32 бита). Далее приведёно описание алгоритма в случае 128-битного ключа.

### Функция перестановки бит
Данный алгоритм использует функцию перестановки бит DoubleSwap (обозначение: {\displaystyle \Sigma }):
```

  

    

      

        
Σ

        
:

        

          

            
{

            

              

                

                  
{

                  
0

                  
,

                  
1

                  

                    
}

                    

                      
128

                    

                  

                  
→

                  
{

                  
0

                  
,

                  
1

                  

                    
}

                    

                      
128

                    

                  

                

              

              

                

                  

                    
X

                    

                      
(

                      
128

                      
)

                    

                  

                  
→

                  

                    
Y

                    

                      
(

                      
128

                      
)

                    

                  

                

              

            

            

          

        

      

    

    
{\displaystyle \Sigma :{\begin{cases}\{0,1\}^{128}\rightarrow \{0,1\}^{128}\\X_{(128)}\rightarrow Y_{(128)}\end{cases}}}

  

  

    

      

        
Y

        
=

        
Σ

        
(

        
X

        
)

        
=

        
X

        
[

        
7

        
−

        
63

        
]

        

          
|

        

        
X

        
[

        
121

        
−

        
127

        
]

        

          
|

        

        
X

        
[

        
0

        
−

        
6

        
]

        

          
|

        

        
X

        
[

        
64

        
−

        
120

        
]

      

    

    
{\displaystyle Y=\Sigma (X)=X[7-63]|X[121-127]|X[0-6]|X[64-120]}

  

```

Причём {\displaystyle X[a-b]} обозначает битовую строку, вырезанную с {\displaystyle a}-го бита по {\displaystyle b}-й бит из {\displaystyle X}. 

### Генерация констант
Схема {\displaystyle GFN_{d,r}} требует на вход раундовые ключи в количестве {\displaystyle r\cdot {\frac {d}{2}}=2r} (если {\displaystyle d=4}), и, когда эта схема применяется в части обработки ключа, шифр CLEFIA применяет заранее сгенерированные константы как раундовые ключи. Также дополнительные константы необходимы при втором этапе, при генерации {\displaystyle WK_{i}} и {\displaystyle RK_{j}}, и их количество равно {\displaystyle r\cdot {\frac {d}{2}}} (но в данном случае константы {\displaystyle d} и {\displaystyle r} из части обработки данных).
Эти 32-х битные константы обозначаются как {\displaystyle CON_{i}^{(k)}}, где {\displaystyle i} — номер константы, {\displaystyle k} — используемое количество бит для ключа(может быть 128, 196, 256). Тогда количество констант будет 60, 84, 92 для 128, 192, 256 битовых ключей соответственно.
Пусть {\displaystyle P_{(16)}=0xb7e1(=(e-2)\cdot 2^{16})} и {\displaystyle Q_{(16)}=0x243f(=(\pi -3)\cdot 2^{16})}. Тогда алгоритм для генерации (в таблице количество итераций {\displaystyle l^{(k)}} и начальные значения {\displaystyle IV^{(k)}}):
```
Шаг 1. 

  

    

      

        

          
T

          

            
0

          

        

        
=

        
I

        

          
V

          

            
(

            
k

            
)

          

        

      

    

    
{\displaystyle T_{0}=IV^{(k)}}

  

Шаг 2. 

  

    

      

        

          

            
for 

          

        

        
i

        
=

        
0

        

          

            
 to 

          

        

        

          
l

          

            
(

            
k

            
)

          

        

        
−

        
1

        

          

            
 do:

          

        

      

    

    
{\displaystyle {\mbox{for }}i=0{\mbox{ to }}l^{(k)}-1{\mbox{ do:}}}

  

  Шаг 2.1. 

  

    

      

        
C

        
O

        

          
N

          

            
2

            
i

          

          

            
(

            
k

            
)

          

        

        
=

        
(

        

          
T

          

            
i

          

        

        
⊕

        

          
P

          

            
(

            
16

            
)

          

        

        
)

        

          
|

        

        
(

        

          

            

              
T

              

                
i

              

            

            
¯

          

        

        
⋘

        
1

        
)

      

    

    
{\displaystyle CON_{2i}^{(k)}=(T_{i}\oplus P_{(16)})|({\overline {T_{i}}}\lll 1)}

  

  Шаг 2.2. 

  

    

      

        
C

        
O

        

          
N

          

            
2

            
i

            
+

            
1

          

          

            
(

            
k

            
)

          

        

        
=

        
(

        

          

            

              
T

              

                
i

              

            

            
¯

          

        

        
⊕

        

          
Q

          

            
(

            
16

            
)

          

        

        
)

        

          
|

        

        
(

        

          
T

          

            
i

          

        

        
⋘

        
8

        
)

      

    

    
{\displaystyle CON_{2i+1}^{(k)}=({\overline {T_{i}}}\oplus Q_{(16)})|(T_{i}\lll 8)}

  

  Шаг 2.3. 

  

    

      

        

          
T

          

            
i

            
+

            
1

          

        

        
=

        

          
T

          

            
i

          

        

        
×

        
0

        
x

        

          
0002

          

            
−

            
1

          

        

      

    

    
{\displaystyle T_{i+1}=T_{i}\times 0x0002^{-1}}

  

```

Где {\displaystyle {\overline {a}}} — логическое отрицание, {\displaystyle a\lll b} — циклический левый сдвиг на {\displaystyle b}-бит; а умножение происходит в поле {\displaystyle GF(2^{16})} и определённо неприводимым многочленом {\displaystyle z^{16}+z^{15}+z^{13}+z^{11}+z^{5}+z^{4}+1(=0x1a831)}.

### Обработка ключа в случае 128-битного ключа
128-разрядный промежуточный ключ {\displaystyle L} генерируется путём применения {\displaystyle GFN_{4,12}}, который принимает на вход двадцать четыре 32-разрядные константы {\displaystyle CON_{i}^{(128)}(0\leq i<24)} в качестве раундовых ключей и {\displaystyle K=K_{0}|K_{1}|K_{2}|K_{3}} в качестве данных для шифрования. Затем {\displaystyle K} и {\displaystyle L} используются для генерации {\displaystyle WK_{i}(0\leq i<4)} и {\displaystyle RK_{j}(0\leq j<36)} в следующих шагах:
```
Генерация 

  

    

      

        
L

      

    

    
{\displaystyle L}

  

 из 

  

    

      

        
K

      

    

    
{\displaystyle K}

  

:
 Шаг 1. 

  

    

      

        
L

        
=

        
G

        
F

        

          
N

          

            
4

            
,

            
12

          

        

        
(

        
C

        
O

        

          
N

          

            
0

          

          

            
(

            
128

            
)

          

        

        
,

        
.

        
.

        
.

        
,

        
C

        
O

        

          
N

          

            
23

          

          

            
(

            
128

            
)

          

        

        
,

        

          
K

          

            
0

          

        

        
,

        

          
K

          

            
1

          

        

        
,

        

          
K

          

            
2

          

        

        
,

        

          
K

          

            
3

          

        

        
)

      

    

    
{\displaystyle L=GFN_{4,12}(CON_{0}^{(128)},...,CON_{23}^{(128)},K_{0},K_{1},K_{2},K_{3})}

  

```

```
Генерация 

  

    

      

        
W

        

          
K

          

            
i

          

        

      

    

    
{\displaystyle WK_{i}}

  

 из 

  

    

      

        
K

      

    

    
{\displaystyle K}

  

:
 Шаг 2. 

  

    

      

        
W

        

          
K

          

            
0

          

        

        

          
|

        

        
W

        

          
K

          

            
1

          

        

        

          
|

        

        
W

        

          
K

          

            
2

          

        

        

          
|

        

        
W

        

          
K

          

            
3

          

        

        
←

        
K

      

    

    
{\displaystyle WK_{0}|WK_{1}|WK_{2}|WK_{3}\leftarrow K}

  

```

```
Генерация 

  

    

      

        
R

        

          
K

          

            
j

          

        

      

    

    
{\displaystyle RK_{j}}

  

 из 

  

    

      

        
K

      

    

    
{\displaystyle K}

  

 и 

  

    

      

        
L

      

    

    
{\displaystyle L}

  

:
 Шаг 3. 

  

    

      

        

          

            
for 

          

        

        
i

        
=

        
0

        

          

            
 to 

          

        

        
8

        

          

            
 do:

          

        

      

    

    
{\displaystyle {\mbox{for }}i=0{\mbox{ to }}8{\mbox{ do:}}}

  

   Шаг 3.1. 

  

    

      

        
T

        
=

        
L

        
⊕

        
(

        
C

        
O

        

          
N

          

            
24

            
+

            
4

            
i

          

          

            
(

            
128

            
)

          

        

        

          
|

        

        
C

        
O

        

          
N

          

            
24

            
+

            
4

            
i

            
+

            
1

          

          

            
(

            
128

            
)

          

        

        

          
|

        

        
C

        
O

        

          
N

          

            
24

            
+

            
4

            
i

            
+

            
2

          

          

            
(

            
128

            
)

          

        

        

          
|

        

        
C

        
O

        

          
N

          

            
24

            
+

            
4

            
i

            
+

            
3

          

          

            
(

            
128

            
)

          

        

        
)

      

    

    
{\displaystyle T=L\oplus (CON_{24+4i}^{(128)}|CON_{24+4i+1}^{(128)}|CON_{24+4i+2}^{(128)}|CON_{24+4i+3}^{(128)})}

  

   Шаг 3.2. 

  

    

      

        
L

        
=

        
Σ

        
(

        
L

        
)

      

    

    
{\displaystyle L=\Sigma (L)}

  

   Шаг 3.3. 

  

    

      

        

          

            
if 

          

        

        
 

        
i

        
 

        

          

            
mod

          

        

        
 

        
2

        
==

        
1

        
:

        
 

        
T

        
=

        
T

        
⊕

        
K

      

    

    
{\displaystyle {\mbox{if }}\ i\ {\mbox{mod}}\ 2==1:\ T=T\oplus K}

  

   Шаг 3.4. 

  

    

      

        
R

        

          
K

          

            
4

            
i

          

        

        

          
|

        

        
R

        

          
K

          

            
4

            
i

            
+

            
1

          

        

        

          
|

        

        
R

        

          
K

          

            
4

            
i

            
+

            
2

          

        

        

          
|

        

        
R

        

          
K

          

            
4

            
i

            
+

            
3

          

        

        
←

        
T

      

    

    
{\displaystyle RK_{4i}|RK_{4i+1}|RK_{4i+2}|RK_{4i+3}\leftarrow T}

  

```

## Особенности шифра
CLEFIA может быть эффективно реализована как в аппаратном, так и в программном обеспечении. В таблице показаны основные преимущества технологий, использованных в этом шифре.
| {\displaystyle GFN}              | - {\displaystyle F}-функции небольшого размера (32-битный вход/выход) - Нет необходимости в обратимости {\displaystyle F}-функций                                 |
| SP-тип {\displaystyle F}-функций | - Возможность быстрой табличной реализации в программном обеспечении                                                                                              |
| DSM                              | - Сокращение количества раундов |
| S-блоки                          | - Очень маленькая занимаемая площадь {\displaystyle S_{0}} и {\displaystyle S_{1}} в аппаратном обеспечении                                                       |
| Матрицы                          | - Использование элементов только с малым весом Хэмминга |
| Часть обработки ключа            | - Совместное использование структуры с частью обработки данных - Требуется только 128-битный регистр для 128-битного ключа - Небольшая площадь функции DoubleSwap |

Преимуществами и особенностями в алгоритма CLEFIA являются:
- Обобщённую сеть Фейстеля {\displaystyle GFN};
- DSM (англ. Diffusion Switching Mechanism);
- Два S-бокса.

### Особенности реализации GFN

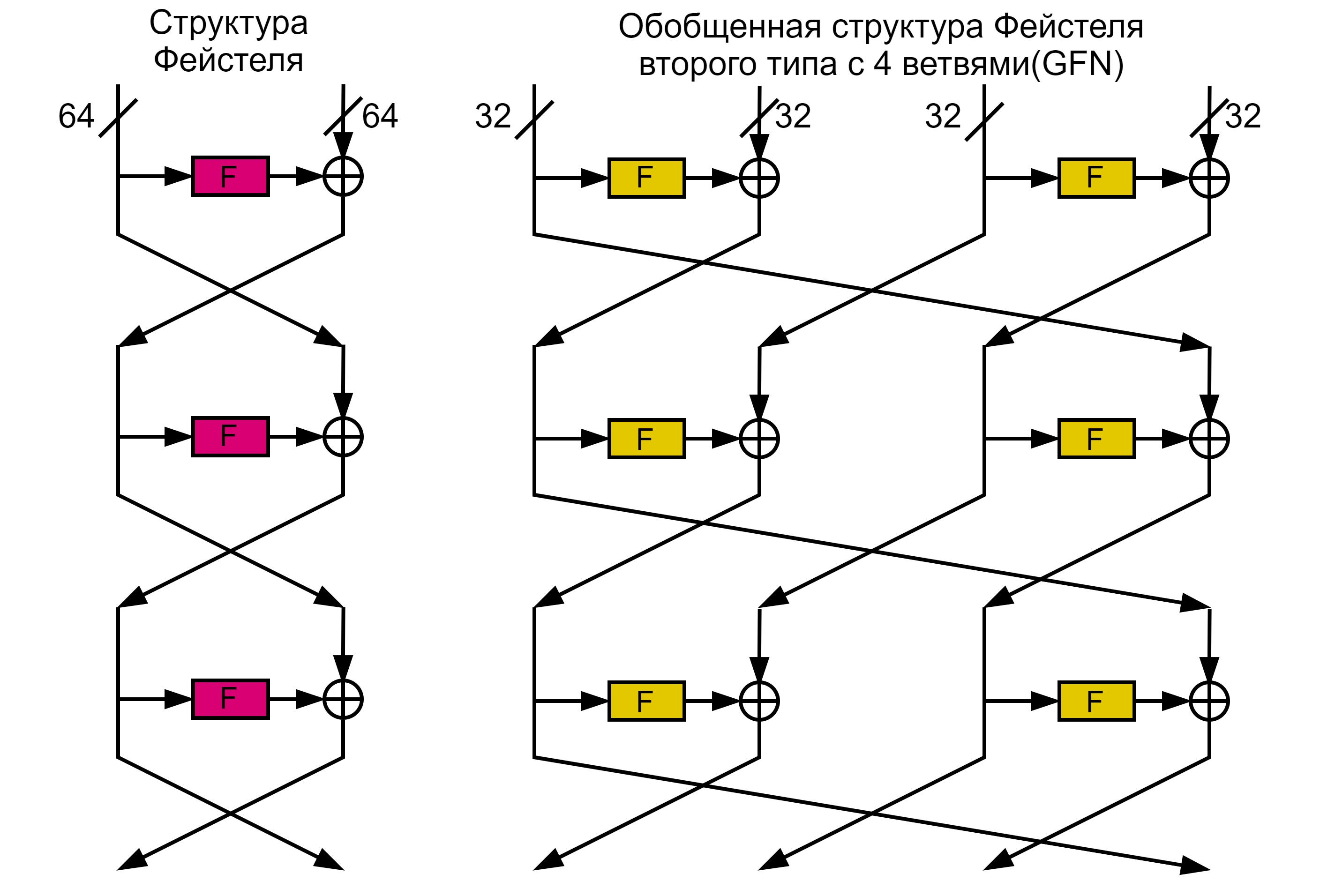
Схема 1. Сравнение обобщённой структуры Фейстеля второго типа и обычной структуры Фейстеля

CLEFIA использует обобщённую структуру Фейстеля с 4 ветвями, которая рассматривается как расширение традиционной структуры Фейстеля с 2 ветвями. Существует много типов обобщённых структур Фейстеля. В алгоритме CLEFIA используется второй тип этой структуры (схема 1). Структура второго типа имеет две F-функции в одном раунде для четырёх линий данных.
Структура типа 2 имеет следующие особенности:
- {\displaystyle F}-функции меньше, чем у традиционной структуры Фейстеля;
- множественные {\displaystyle F}-функции могут обрабатываться одновременно;
- как правило, требует больше раундов, чем традиционная структура Фейстеля.

Первая особенность является большим преимуществом для программных и аппаратных реализаций; а вторая особенность подходит для эффективной реализации, особенно в аппаратном обеспечение. Но при этом, заметно увеличивается количество раундов из-за третьей особенности. Однако преимущества структуры второго типа превосходят недостатки для данной конструкции блочного шифр, так как используется новая методика программирования, использующая DSM и два типа S-боксов, что позволяет эффективно сократить количество раундов.

### Использование Diffusion Switching Mechanism

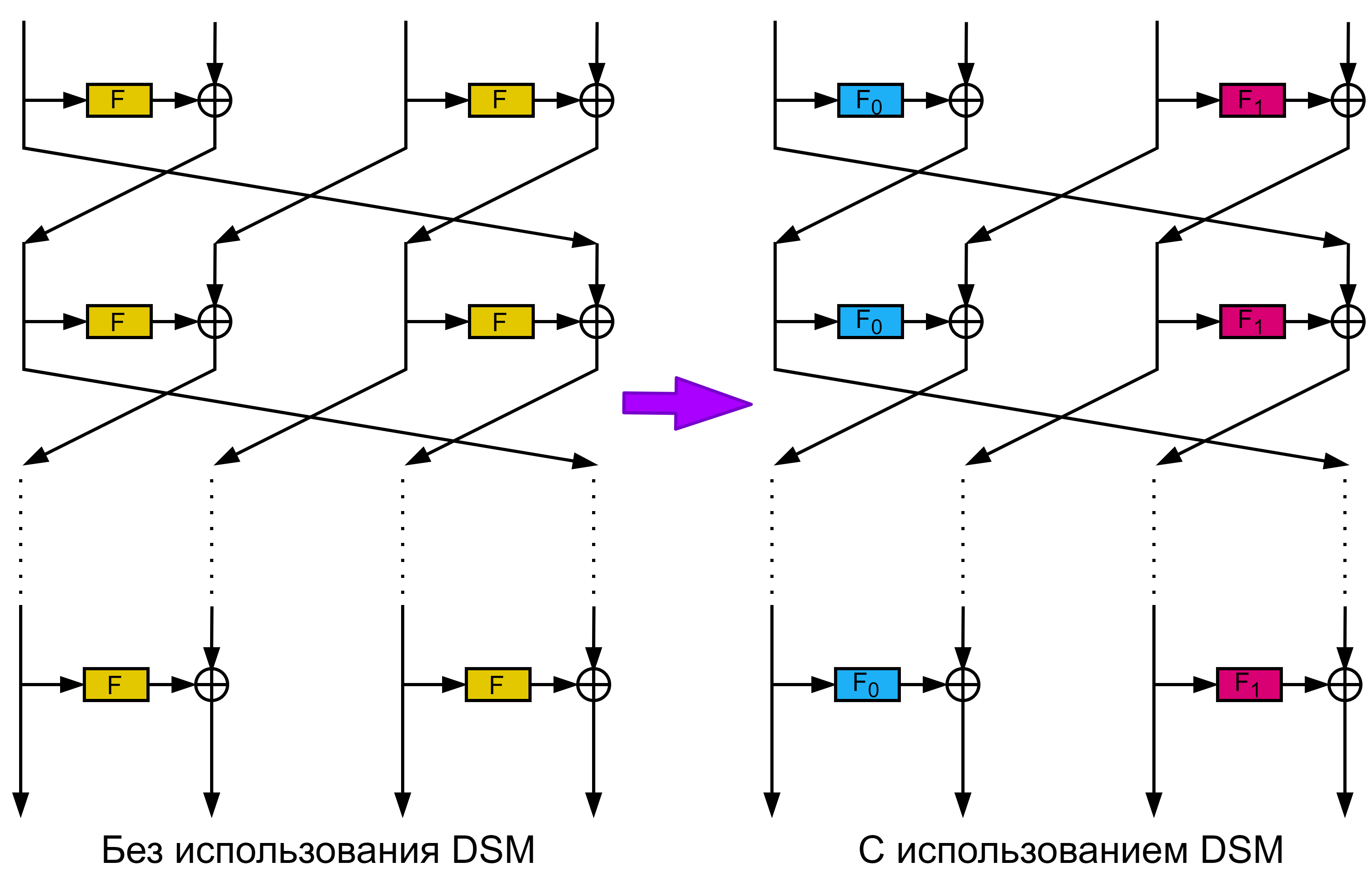
Схема 2. Применение DSM в обобщённой структуре Фейстеля

CLEFIA использует две разные матрицы распространения для повышения устойчивости к дифференциальным атакам и линейным атакам с использованием механизма DSM (схема 2). Эта методика проектирования была первоначально разработана для традиционных сетей Фейстеля. Эта техника была перенесена на {\displaystyle GFN_{d,r}}, что является одним из уникальных свойств этого шифра. Также, благодаря DSM можно увеличить гарантированное количество активных S-блоков при том же количество раундов.
Следующая таблица показывает гарантированное количество активных S-блоков в шифре CLEFIA. Данные получены при помощи компьютерного моделирования с использованием алгоритма поиска исчерпывающего типа. Столбцы «D» и «L» в таблице показывают гарантированное количество активных S-блоков при дифференциальном и линейном криптоанализе соответственно. Из этой таблицы можно видеть, что влияние DSM проявляется уже при {\displaystyle r\geq 3}, и гарантированное количество S-боксов увеличиваются примерно на 20 % — 40 %, в отличие от структуры без DSM. Следовательно, количество раундов может быть уменьшено, что означает, что производительность улучшается.
| Количество раундов 1 — 13 | Количество раундов 1 — 13 | Количество раундов 1 — 13 | Количество раундов 1 — 13 |
| Раунды                    | Дифф. и Лин. (без DSM)    | Дифф. (с DSM)             | Лин. (с DSM)              |
| ------------------------- | ------------------------- | ------------------------- | ------------------------- |
| 1                         | 0                         | 0                         | 0                         |
| 2                         | 1                         | 1                         | 1                         |
| 3                         | 2                         | 2                         | 5                         |
| 4                         | 6                         | 6                         | 6                         |
| 5                         | 8                         | 8                         | 10                        |
| 6                         | 12                        | 12                        | 15                        |
| 7                         | 12                        | 14                        | 16                        |
| 8                         | 13                        | 18                        | 18                        |
| 9                         | 14                        | 20                        | 20                        |
| 10                        | 18                        | 22                        | 23                        |
| 11                        | 20                        | 24                        | 26                        |
| 12                        | 24                        | 28                        | 30                        |
| 13                        | 24                        | 30                        | 32                        |

| Количество раундов 14 — 26 | Количество раундов 14 — 26 | Количество раундов 14 — 26 | Количество раундов 14 — 26 |
| Раунды                     | Дифф. и Лин. (без DSM)     | Дифф. (с DSM)              | Лин. (с DSM)               |
| -------------------------- | -------------------------- | -------------------------- | -------------------------- |
| 14                         | 25                         | 34                         | 34                         |
| 15                         | 26                         | 36                         | 36                         |
| 16                         | 30                         | 38                         | 39                         |
| 17                         | 32                         | 40                         | 42                         |
| 18                         | 36                         | 44                         | 46                         |
| 19                         | 36                         | 44                         | 46                         |
| 20                         | 37                         | 50                         | 50                         |
| 21                         | 38                         | 52                         | 52                         |
| 22                         | 42                         | 55                         | 55                         |
| 23                         | 44                         | 56                         | 58                         |
| 24                         | 48                         | 59                         | 62                         |
| 25                         | 48                         | 62                         | 64                         |
| 26                         | 49                         | 65                         | 66                         |

В таблице красным выделена строка, указывающая на минимальное требуемое количество раундов, чтобы шифр был устойчив к криптоанализу методом полного перебора(см. также). Синим цветом выделены строки, количество раундов которых используется в алгоритме CLEFIA с 128/192/256-битовыми ключами соответственно.

### Особенности двух S-боксов
CLEFIA использует два разных типа 8-битных S-блоков: один основан на четырёх 4-битных случайных S-блоках; а другой основан на обратной функции в {\displaystyle GF(2^{8})}, которая имеет максимально возможную трудоёмкость атаки для дифференциального криптоанализа {\displaystyle DP_{max}} и линейного криптоанализа {\displaystyle LP_{max}}. Оба S-блока выбраны для эффективной реализации, особенно в аппаратном обеспечении.
Для параметров безопасности {\displaystyle DP_{max}} {\displaystyle S_{0}} составляет {\displaystyle 2^{-4.67}}, а его {\displaystyle LP_{max}} составляет {\displaystyle 2^{-4.38}}. Для {\displaystyle S_{1}} {\displaystyle DP_{max}} и {\displaystyle LP_{max}} оба равны {\displaystyle 2^{-6.00}}.

## Криптостойкость

### Дифференциальный криптоанализ
По таблице количества активных S боксов с DSM(в пункте Использование Diffusion Switching Mechanism) минимальное число раундов равно 12. Таким образом, используя 28 активных S-блоков для 12-раундового CLEFIA и {\displaystyle DP_{max}^{S_{0}}=2^{-4.67}}(см. также), определяем, что вероятность характеристики {\displaystyle DCP_{max}^{12r}\leq 2^{28\cdot (-4.67)}=2^{-130.76}}. Это означает, что трудоёмкость атаки выше {\displaystyle 2^{128}} и для атакующего нет полезной дифференциальной характеристики в 12 раундов. Кроме того, поскольку {\displaystyle S_{1}} имеет более низкий {\displaystyle DP_{max}}, ожидается, что фактическая верхняя граница {\displaystyle DCP} будет ниже, чем приведённая выше оценка. В результате мы считаем, что полный цикл CLEFIA защищён от дифференциального криптоанализа (в CLEFIA используется 18 раундов).

### Линейный криптоанализ
Для оценки сложности линейного криптоанализа применяется подход на основе подсчёта активных S-блоков при заданном количестве раундов. Поскольку {\displaystyle LP_{max}^{S_{0}}=2^{-4.38}}, используя 30 активных S-блоков для 12-раундового CLEFIA, {\displaystyle LCP_{max}^{12r}\leq 2^{30\cdot (-4.38)}=2^{-131.40}}. Это даёт вывод, что злоумышленнику трудно найти достаточное количество пар текст-шифротекст, которые можно использовать для успешной атаки на CLEFIA. В результате полнофункциональный CLEFIA достаточно защищён от линейного криптоанализа.

### Невозможный дифференциальный криптоанализ
Считается, что невозможная дифференциальная атака является одной из самых мощных атак против CLEFIA. Найдены следующие два невозможных дифференциальных пути:
{\displaystyle (0,\alpha ,0,0){\overset {9r}{\nrightarrow }}(0,\alpha ,0,0)\ {\mbox{и}}\ (0,0,0,\alpha ){\overset {9r}{\nrightarrow }}(0,0,0,\alpha )\quad p=1}
где {\displaystyle \alpha \in \{0,1\}^{32}} — любая ненулевая величина. Таким образом, используя описанный выше отличительный признак, можно смоделировать атаку (для каждой длины ключа), которая будет восстанавливать текущий ключ. В следующей таблице приведены данные о сложностях, необходимых для невозможных дифференциальных атак. Согласно этой таблице ожидается, что у CLEFIA с полным циклом есть достаточный запас безопасности против этой атаки.
| Количество раундов | Длина ключа | Ключевое забеливание | Количество открытых текстов | Временная сложность     |
| ------------------ | ----------- | -------------------- | --------------------------- | ----------------------- |
| 10                 | 128,192,256 | +                    | {\displaystyle 2^{101.7}}   | {\displaystyle 2^{102}} |
| 11                 | 192,256     | +                    | {\displaystyle 2^{103.5}}   | {\displaystyle 2^{188}} |
| 12                 | 256         | -                    | {\displaystyle 2^{103.8}}   | {\displaystyle 2^{252}} |

## Сравнение с другими шифрами
CLEFIA обеспечивает компактную и быструю реализацию одновременно без ущерба для безопасности. По сравнению с AES, наиболее широко используемым 128-битным блочным шифром, CLEFIA имеет преимущество в аппаратной реализации. CLEFIA может реализовывать скорость 1,6 Гбит/с с площадью менее 6 тысяч  эквивалентных логических ячеек, а пропускная способность на шлюз является самой высокой в мире на 2008 год (в случае аппаратной реализации).
В таблице ниже приведена сравнительная характеристика шифра CLEFIA по отношению к некоторым другим известным шифрам:
| Алгоритм | Размер блока(биты) | Размер ключа(биты) | Количество раундов | Пропускная способность(Mpbs) | Площадь (Kgates) | Эффективность (Kpbs/gates) |
| -------- | ------------------ | ------------------ | ------------------ | ---------------------------- | ---------------- | -------------------------- |
| CLEFIA   | 128                | 128                | 18                 | 1,605.94                     | 5.98             | 268.63                     |
| CLEFIA   | 128                | 128                | 36                 | 715.69                       | 4.95             | 144.59                     |
| AES      | 128                | 128                | 10                 | 3,422.46                     | 27.77            | 123.26                     |
| Camellia | 128                | 128                | 23                 | 1,488.03                     | 11.44            | 130.11                     |
| SEED     | 128                | 128                | 16                 | 913.24                       | 16.75            | 54.52                      |
| SEED     | 128                | 128                | 52                 | 517.13                       | 9.57             | 54.01                      |
| CAST-128 | 64                 | 128                | 17                 | 386.12                       | 20.11            | 19.20                      |
| MISTY1   | 64                 | 128                | 9                  | 915.20                       | 14.07            | 65.04                      |
| MISTY1   | 64                 | 128                | 30                 | 570.41                       | 7.92             | 72.06                      |
| TDEA     | 64                 | 56, 112, 168       | 48                 | 355.56                       | 3.76             | 94.50                      |

| Алгоритм | Размер блока(биты) | Размер ключа(биты) | Количество раундов | Пропускная способность(Mpbs) | Площадь (Kgates) | Эффективность (Kpbs/gates) |
| -------- | ------------------ | ------------------ | ------------------ | ---------------------------- | ---------------- | -------------------------- |
| CLEFIA   | 128                | 128                | 18                 | 3,003.00                     | 12.01            | 250.06                     |
| CLEFIA   | 128                | 128                | 36                 | 1,385.10                     | 9.38             | 147.71                     |
| AES      | 128                | 128                | 10                 | 7,314.29                     | 45.90            | 159.37                     |
| Camellia | 128                | 128                | 23                 | 2,728.05                     | 19.95            | 136.75                     |
| SEED     | 128                | 128                | 16                 | 1,556.42                     | 25.14            | 61.90                      |
| SEED     | 128                | 128                | 52                 | 898.37                       | 12.33            | 72.88                      |
| CAST-128 | 64                 | 128                | 17                 | 909.35                       | 33.11            | 27.46                      |
| MISTY1   | 64                 | 128                | 9                  | 1,487.68                     | 17.22            | 86.37                      |
| MISTY1   | 64                 | 128                | 30                 | 772.95                       | 10.12            | 76.41                      |
| TDEA     | 64                 | 56, 112, 168       | 48                 | 766.28                       | 5.28             | 145.10                     |

## Применение
В 2019 году организации ISO и IEC включили алгоритмы PRESENT и CLEFIA в международный стандарт облегчённого шифрования ISO/IEC 29192-2:2019.
Существует библиотека CLEFIA_H на языке программирования C, реализующая шифр CLEFIA.